# Manganina
La manganina è una lega trivalente composta da rame (84%), manganese (12%) e nichel (4%). È  usata per costruire resistenze (resistori) di elevata precisione grazie ad un basso coefficiente di variazione della resistività (coefficiente che misura la variazione di resistenza al variare della temperatura). Quando la corrente attraversa un resistore per l’effetto Joule provoca un aumento di temperatura e la resistenza stessa subisce una variazione (in genere un aumento) che ne falsa artificialmente il valore: la variazione è direttamente proporzionale al coefficiente di temperatura del materiale.
Questa lega è abbastanza facile da trafilare (ridurre in fili sottilissimi) e non è facilmente ossidabile dall'ambiente. La manganina possiede anche l'importante caratteristica d'avere il potenziale elettrico quasi nullo rispetto al rame.
Il nome manganina è un nome commerciale.
Esistono altre leghe con caratteristiche simili tra cui la costantana (rame 60%, nickel 40% e tracce di manganese), nichelina (rame 60%, zinco 20% e nickel 20%) e nichelcromo (nichel 60% cromo 40%).
Diamo ora alcuni dati indicativi, visto che anche piccole variazioni della composizione della lega possono produrre rilevanti variazioni nelle caratteristiche di queste leghe.
- Acciaio - alluminio - argento - oro - rame - tungsteno ed in generale i conduttori elettrici
  - Coefficiente di variazione della resistività = 0,004000/°C

- Costantana
  - Coefficiente di variazione della resistività = 0,000025/°C

- Manganina
  - Coefficiente di variazione della resistività = 0,000010/°C

- Nichelcromo
  - Coefficiente di variazione della resistività = 0,000150/°C

Come si può vedere il coefficiente di variazione della temperatura della manganina è circa 400 volte più piccolo di quello dei conduttori comuni.
Per chiarire il concetto facciamo un esempio.

Una resistenza è percorsa da una corrente (il fenomeno non è molto diverso nel caso che la corrente sia continua o sia alternata). La corrente, attraversando il materiale che costituisce la resistenza, dissipa della potenza, (questo fenomeno è chiamato effetto Joule) e dopo un certo tempo la nostra resistenza avrà dissipato dell'energia (energia elettrica). L'energia dissipata è calore, che in parte viene disperso nell'ambiente circostante, ed in parte fa aumentare la temperatura della nostra resistenza. La resistenza, per effetto della temperatura che è sicuramente aumentata (in questo caso dovuto al calore autoprodotto), varia il proprio valore e la variazione dipende dal coefficiente di variazione della resistività moltiplicato per la variazione della temperatura che il resistore ha subito.
Per cui, a parità di tutti gli altri parametri, se una resistenza composta di rame del valore di 1.000 Ω attraversata (o meno) da una corrente elettrica subisce un aumento di resistenza di 4 Ω  (passando da 1.000 Ω a 1.004 Ω); una resistenza composta di manganina del valore di 1.000 Ω subisce un aumento di resistenza di 0.01 Ω (4/400 = 0.01) passando da 1.000 Ω a 1.000,01 Ω). 
Il riscaldamento per effetto Joule provoca un innalzamento della temperatura rispetto a quella dell'ambiente, che a sua volta può cambiare e influire sul valore delle resistenze.